# Fuori dalla nebbia
Fuori dalla nebbia è un film drammatico diretto da Anatole Litvak.